# Брадат късоклюн манакин
Брадат късоклюн манакин (Manacus manacus) е вид птица от семейство Манакинови (Pipridae).

## Разпространение
Видът е разпространен в Аржентина, Боливия, Бразилия, Венецуела, Гвиана, Еквадор, Колумбия, Парагвай, Перу, Суринам, Тринидад и Тобаго и Френска Гвиана.